# Агнес Мария фон Ербах
Агнес Мария фон Ербах (на немски: Agnes Maria von Erbach) е графиня от Ербах и чрез женитба графиня и господарка на Ройс-Грайц (Ройс средна линия).

## Биография
Родена е на 24 май 1573 година в Ербах в Оденвалд. Тя е най-голямата дъщеря на граф Георг III фон Ербах (1548 – 1605) и втората му съпруга графиня Анна фон Золмс-Лаубах (1557 – 1586), дъщеря на граф Фридрих Магнус фон Золмс-Лаубах и Агнес фон Вид. Баща ѝ се жени трети път на 1 ноември 1587 г. в Грайц за Доротея фон Ройс (1566 – 1591), сестра на бъдещия ѝ съпруг.
Агнес Мария фон Ербах се омъжва на 5 май 1593 г. в Оберграйц за Хайнрих XVIII „Средни“ фон Ройс, господар на Оберграйц и Грайц (* 28 февруари 1563; † 16 януари 1616, Шлайц), син на Хайнрих XVI Ройс-Плауен-Оберграйц (1525 – 1578) и графиня Мария Салома фон Йотинген-Йотинген (1535 – 1603). Бракът е бездетен.
Агнес Мария фон Ербах умира на 28 юни 1634 г. в Гера, Тюрингия, на 61-годишна възраст.